# Elephas maximus sondaicus
L'elefante di Giava (Elephas maximus sondaicus Deraniyagala, 1950) è un'antica sottospecie di elefante asiatico vissuta nell'isola di Giava ed ora estinta. La sottospecie è stata classificata nel 1950 dopo le supposizioni del paleontologo e zoologo singalese Paul E. P. Deraniyagala, che ne indicò a modello gli elefanti rappresentati nei bassorilievi dell'VIII-IX secolo del tempio buddhista indonesiano di Borobudur. Daranyagala sottolineò le particolarità che distinguevano tali bassorilievi dalle altre sottospecie sino ad allora conosciute di elefante asiatico, e descrisse l'animale come un essere zannuto di dimensioni normali.

## Elefante del Borneo
Nel 2003, le prove di comparazione e le analisi del DNA compiute su alcuni elefanti del Borneo, portarono a riconoscere tali pachidermi come una sottospecie autoctona dell'isola, che fu chiamata Elephas maximus borneensis, detti anche elefanti pigmei del Borneo per le loro dimensioni ridotte. Il testo che pubblicò questa scoperta sostiene che sono i discendenti degli elefanti di Giava, trasferitisi in Borneo circa 300.000 anni fa e soggetti a mutamenti nel corso dei secoli. Quello stesso anno, lo studioso malese Phyau Soon Shim avanzò l'ipotesi che gli elefanti del Borneo fossero effettivamente discendenti di quelli di Giava, ma che vi fossero stati introdotti dal sultano di Sulu nel XVIII secolo, per essere in seguito liberati nella giungla.

## Ritrovamenti archeologici a Giava
Ritrovamenti archeologici nell'isola testimoniano l'esistenza di elefanti autoctoni a Giava nello stesso periodo in cui il sultano di Sulu trasportava gli elefanti in Borneo. Si ritiene quindi che l'ipotesi fatta da Shim possa essere considerata reale. Un esemplare risalente a circa 20.000 anni fa è stato rinvenuto a Giava nel 2009.